# Långasjö (Krogsereds socken, Halland)
Långasjö är en sjö i Falkenbergs kommun i Halland och ingår i Ätrans huvudavrinningsområde. Sjön är 4 meter djup, har en yta på 0,257 kvadratkilometer och befinner sig 143,2 meter över havet.

## Delavrinningsområde
Långasjö ingår i det delavrinningsområde (633205-132850) som SMHI kallar för Mynnar i Ätran. Medelhöjden är 138 meter över havet och ytan är 44,3 kvadratkilometer. Räknas de 2 avrinningsområdena uppströms in blir den ackumulerade arean 70,45 kvadratkilometer. Stampån som avvattnar avrinningsområdet har biflödesordning 2, vilket innebär att vattnet flödar genom totalt 2 vattendrag innan det når havet efter 44 kilometer. Avrinningsområdet består mestadels av skog (66 %) och sankmarker (15 %). Avrinningsområdet har 1,73 kvadratkilometer vattenytor vilket ger det en sjöprocent på 3,9 %. Bebyggelsen i området täcker en yta av 0,23 kvadratkilometer eller 1 % av avrinningsområdet.